# José María Gamazo y Manglano
José María Gamazo y Manglano (Madrid, 27 de desembre de 1929 - 10 de setembre de 2015) fou un advocat i polític espanyol, que va ser ministre durant el Franquisme.

## Biografia
És llicenciat en Dret i diplomat en Organització i Mètodes de l'Administració Pública Espanyola i de l'Administració de Personal de la International Corporation Administration dels Estats Units. Pertany al Cos Superior d'Administradors Civils de l'Estat, antic Cos Tècnic de l'Administració Civil de l'Estat i ha estat vocal del consell rector del Boletín Oficial del Estado.
En 1964 va ser nomenat Director General de Serveis de la Presidència del Govern, despatxava diàriament amb Luis Carrero Blanco. El 1971 fou procurador en Corts per les Associacions de Llogaters. Quan l'almirall va ser designat President, el va escollir per substituir-lo com a Ministre Subsecretari de la Presidència. Com a càrrec de la màxima confiança i proximitat de Carrero, va cessar el 3 de gener de 1974 i va ocupar la presidència de Minas de Almadén y Arrayanes durant uns anys.